# Gumaga quyeni
Gumaga quyeni är en nattsländeart som beskrevs av Malicky 1995. Gumaga quyeni ingår i släktet Gumaga och familjen krumrörsnattsländor. Inga underarter finns listade i Catalogue of Life.